# Gáborján
Gáborján is een plaats (község) en gemeente in het Hongaarse comitaat Hajdú-Bihar. Gáborján telt 927 inwoners (2001).